# Yrkesarmé

Yrkesarmé
Värnpliktsarmé
Värnpliktsarmé under avskaffande
Saknar eget försvar
Ingen information

Yrkesarmé, är en armé eller försvarsmakt som rekryteras på frivillig grund. Till skillnad från frivilligförband har personalen det militära som ett levebröd.

## Motsatsen
Motsatsen är värnpliktsarmé, där personalen genom lagstiftning tvingas att tjänstgöra i det militära.

## Social sammansättning
Den sociala sammansättningen skiljer sig åt mellan en yrkesarmé och en värnpliktsarmé. I många länder rekryteras den lägre personalen i yrkesarméer generellt från de lägsta och minst utbildade samhällsgrupperna, medan en värnpliktsarmé ofta, men inte alltid, rekryteras av ett tvärsnitt av befolkningen.